# Stephen Kanu Famewo
Stephen Kanu Famewo (* 30. Dezember 1983 in Effurun, Nigeria) ist ein ehemaliger nigerianischer Fußballspieler.

## Karriere
In der Jugend spielte Famewo bei Dynamos Lagos in seiner Heimat Nigeria und anschließend in Frankreich beim CS Louhans-Cuiseaux, bevor er zu Eintracht Frankfurt wechselte. Dort begann er in der U19, rückte aber bereits im Sommer 2001 in den Zweitligakader der Eintracht. In seinem ersten Jahr erzielte er ein Tor in drei Spielen, durfte das nächste Jahr dennoch nur für die zweite Mannschaft spielen. In 19 Begegnungen gelangen ihm drei Treffer. Da er nicht einmal einen Stammplatz im Regionalligateam hatte, wechselte er zur U23 des VfB Stuttgart. In Stuttgart erhöhte sich die Zahl seiner Einsätze jede Saison (10, 16, 26), doch den Sprung in den Profifußball schaffte er nicht. Famewo wechselte innerhalb der Regionalliga Süd zu Konkurrent SV Wehen. Er spielte bei den Hessen lediglich zweimal und wechselte als Konsequenz in der Winterpause zum SV Wilhelmshaven in die Regionalliga Nord und absolvierte so noch 14 Rückrundenpartien, in denen er viermal traf. Im Sommer 2007 kam Famewo zu Holstein Kiel in die Oberliga Nord. Vorzeitiges Highlight seiner Zeit in Kiel waren die 57 Minuten, die er in der Erstrundenpartie des DFB-Pokals gegen den Hamburger SV auf dem Platz stand. Nach einem Jahr bei Kickers Emden schloss er sich zur Saison 2010/11 dem SV Meppen an und stieg mit dem Verein in die Regionalliga Nord auf. Von Januar 2012 bis Juli 2013 war er beim niedersächsischen Landesligisten JSG Apensen/Harsefeld in der aktiv.